# Crambe crambe
Crambe crambe är en svampdjursart som först beskrevs av Schmidt 1862.  Crambe crambe ingår i släktet Crambe och familjen Crambeidae. Inga underarter finns listade i Catalogue of Life.

## Bildgalleri

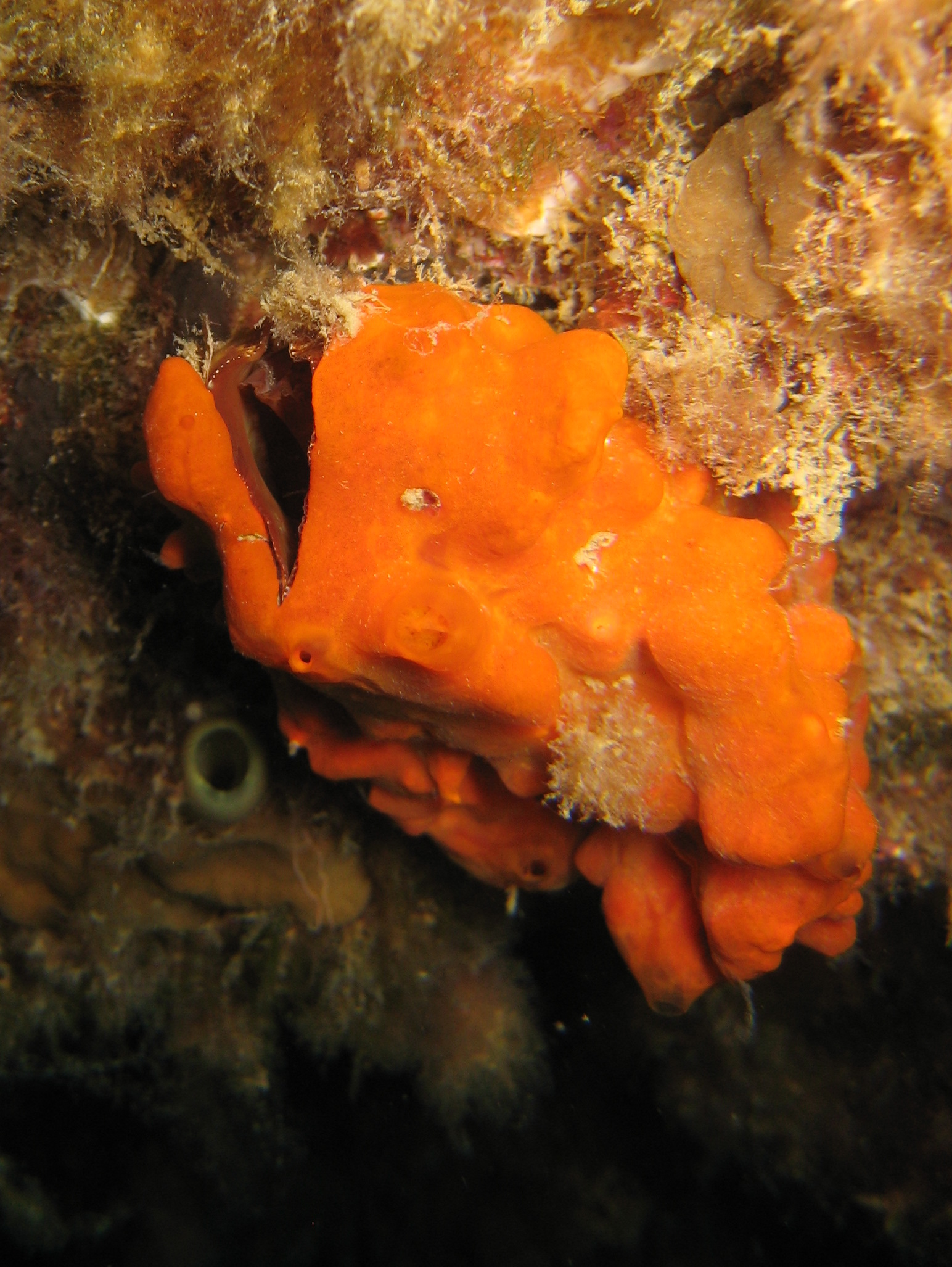
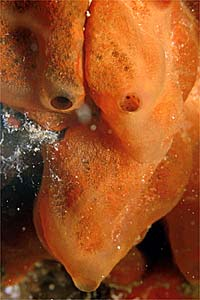
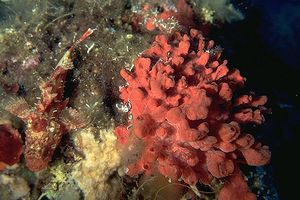
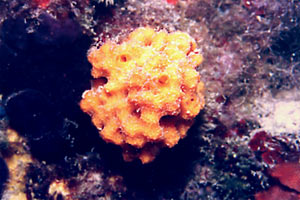
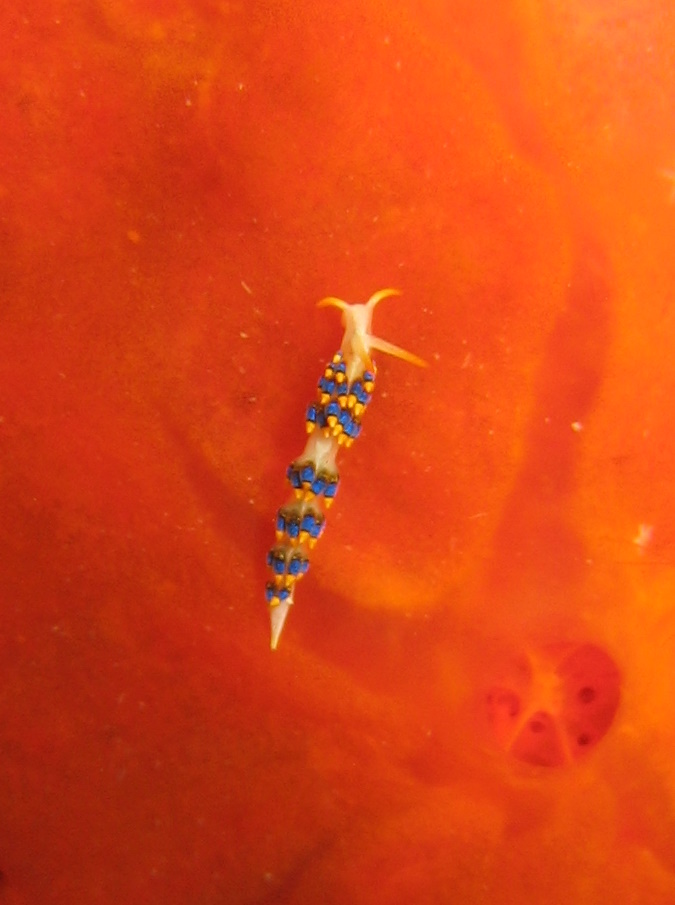
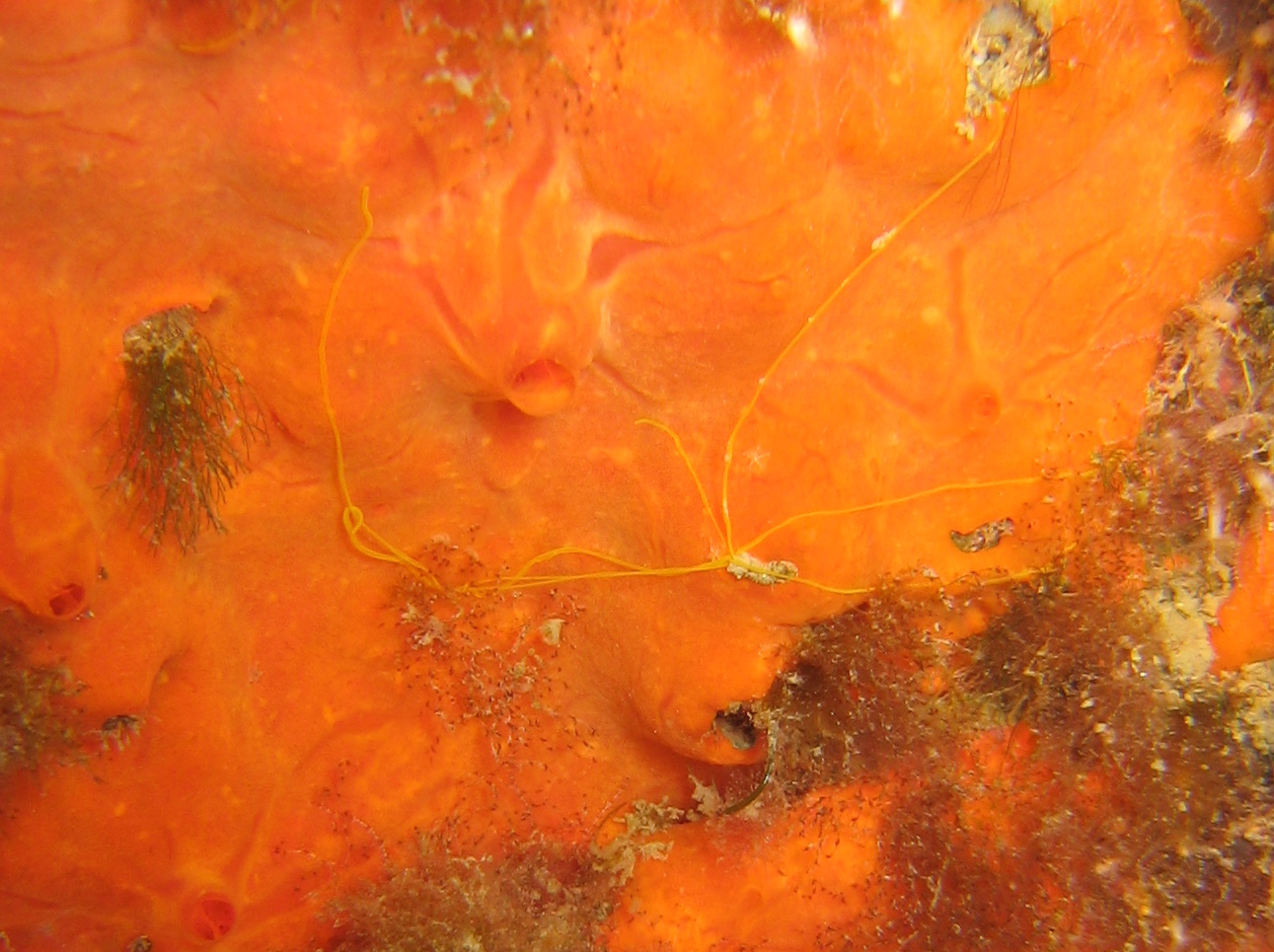